# Melodie D' Amour
《melodie d' amour》는 성시경의 2집 정규 음반이다.

## 수록곡
| #            | 제목                              | 작사         | 작곡           | 편곡           | 재생 시간 |
| ------------ | --------------------------------- | ------------ | -------------- | -------------- | --------- |
| 1.           | 〈넌 감동이었어〉                 | 윤종신       | 윤종신, 이근호 | 나원주         | 4:22      |
| 2.           | 〈선인장〉                        | 윤사라       | 조규만         | 조규만         | 4:37      |
| 3.           | 〈사랑해서 슬픈 날〉              | 양재선       | 김형석         | 김형석         | 4:25      |
| 4.           | 〈Love Letter〉                   | 강현민       | 강현민         | 강현민         | 3:51      |
| 5.           | 〈우린 제법 잘 어울려요〉         | 심현보       | 박근태         | 박근태         | 3:34      |
| 6.           | 〈이렇게라도〉                    | 김진아       | 박승화         | 강부성         | 4:07      |
| 7.           | 〈바램〉                          | 성시경       | 나원주         | 나원주         | 4:18      |
| 8.           | 〈Happy Birthday To You〉         | 유희열       | 유희열         | 유희열         | 4:23      |
| 9.           | 〈좋을텐데〉                      | 윤영준       | 윤영준         | 윤영준         | 4:09      |
| 10.          | 〈첫 눈에 반하다〉                | 성시경       | 황성제         | 황성제         | 3:44      |
| 11.          | 〈사랑이 변하나요〉               | 심현보       | 박근태         | 박근태         | 4:25      |
| 12.          | 〈슬픔이 슬픔을〉                 | 양재선       | 이현승         | 이현승         | 4:26      |
| 13.          | 〈어느 멋진 날〉                  | 정진환       | Trust Chen Pow | 전준규         | 3:47      |
| 14.          | 〈Sweet Dream〉                   | 주영훈       | 주영훈         | 주영훈         | 4:25      |
| 15.          | 〈사랑이겠죠〉 (Duet with 김조한) | 조은희       | 김조한         | 김조한, 김덕윤 | 4:18      |
| 총 재생 시간 | 총 재생 시간                      | 총 재생 시간 | 총 재생 시간   | 총 재생 시간   | 1:02:51   |

## 크레딧
- 이그제큐티브 프로듀서: 드림뮤직
- 프로듀서: 윤정수, 이달원
- 작곡: 김형석, 윤종신, 조규만, 주영훈, 박근태, 유희열, 박승화, 강현민, 나원주
- 작사: 윤종신, 심현보, 주영훈, 조은희, 양재선, 강현민, 윤사라, 유희열, 김진아, 윤영준, 정진환, 성시경
- 편곡: 김형석, 윤종신, 조규만, 주영훈, 박근태, 유희열, 강현민, 나원주, 이승환, 김조한, 김덕윤, 강부성, 윤영준, 전준규, 황성제, 이현승
- 스트링 편곡: 김형석, 주영훈, 나원주, 이승환, 황성제
- 레코딩 엔지니어: 노양수, 박경준, 유재경, 오성근, 김승호, 이보람, 정진
- 어시스턴트 엔지니어: 김철순, 노영식
- 믹싱 엔지니어: 노양수, 고승욱
- 마스터링 엔지니어: Eddy Schreyer
- 레코딩 스튜디오: 스튜디오 T, 2gether 4ever, Core 스튜디오, Dearnet 스튜디오
- 믹싱 스튜디오: 스튜디오 T, Booming Sound
- 마스터링 스튜디오: Oasis mastering
- 포토그래퍼: 김중만
- 아트 디렉터, 디자인: Eri Kim, 민택기 for studio Velvet Underground
- 스타일리스트: 김현량
- 헤어, 메이크업: 박경화
- 마케팅, 회계: 박혜연, 한지수
- 매니지먼트, 프로모션: 전성렬, 조석현
- 인쇄: (주)명진아트
- 의상 협찬: Bon AIX, Time옴므, 토오르옴므, 버버리, 유토피아, 와키엔타키, E안경, 파피루스